# Chen Jiahui
Chen Jiahui (chinesisch 陈佳慧, Pinyin Chén Jiāhuì; * 26. Mai 1995) ist eine ehemalige chinesische Tennisspielerin.

## Karriere
Chen spielte hauptsächlich Turniere auf der ITF Women’s World Tennis Tour, wo sie vier Titel im Doppel gewinnen konnte.

## Turniersiege

### Einzel
| Nr. | Datum        | Turnier | Kategorie   | Belag | Finalgegnerin | Ergebnis |
| --- | ------------ | ------- | ----------- | ----- | ------------- | -------- |
| 1.  | 2. Juli 2017 | Anning  | ITF $15.000 | Sand  | Eudice Chong  | 6:4, 6:4 |

### Doppel
| Nr. | Datum         | Turnier | Kategorie   | Belag     | Partnerin      | Finalgegnerinnen                   | Ergebnis  |
| --- | ------------- | ------- | ----------- | --------- | -------------- | ---------------------------------- | --------- |
| 1.  | 27. Juni 2015 | Anning  | ITF $10.000 | Sand      | Xin Yuan       | Gai Ao Sheng Yuqi                  | 6:0, 6:4  |
| 2.  | 18. Juni 2016 | Anning  | ITF $10.000 | Sand      | Xin Yuan       | Kang Jiaqi Sun Xuliu               | 6:3, 6:3  |
| 3.  | 6. Mai 2017   | Hua Hin | ITF $15.000 | Hartplatz | Zhang Ying     | Fatma Al Nabhani Chihiro Muramatsu | 6:4, 6:1  |
| 4.  | 7. April 2018 | Nanjing | ITF $15.000 | Hartplatz | Zheng Wushuang | Sun Xuliu Zhao Qianqian            | 7:62, 6:1 |